# Total Eclipse (Black Moon)
Total Eclipse è il terzo album del gruppo hip hop statunitense Black Moon, pubblicato nel 2003.
| Recensione     | Giudizio |
| -------------- | -------- |
| AllMusic       | [ 1 ]    |
| RapReviews.com | [ 2 ]    |

## Tracce
Musiche di Da Beatminerz eccetto dove indicato..
1. Stay Real – 5:20
2. Lookin' Down the Barrel (feat. Sean Price) – 3:57 (musica: Moss, Dan the Man)
3. The Fever – 1:12 (musica: Tone Capone)
4. Confusion – 4:28 (musica: DJ Static)
5. That'z the Way Shit Iz (feat. Smif-n-Wessun) – 3:12
6. Why We Act This Way (Starang Wondah) – 4:33 (musica: Nottz)
7. MC Everybody (skit) – 1:12 (musica: Dan the Man)
8. That'z How It Iz – 4:17
9. Stoned Iz the Way – 4:21
10. Ruck Is Dead (skit) – 0:17
11. What Would U Do? (feat. Sean Price) – 3:15
12. How We Do It – 3:44 (musica: Kleph Dollaz Buckshot)
13. Where It Goez Wrong (feat. Tek) – 4:48
14. Pressure Iz Tight – 3:36
15. No Way (feat. Steele) – 3:42
16. This Goes Out to You (feat. Steele) – 4:41 (musica: Coptic)
17. Rush – 4:59 (musica: Steele, Buckshot)

## Classifiche
| Classifica (2003)         | Posizione massima |
| ------------------------- | ----------------- |
| US Independent Albums     | 23                |
| US Top R&B/Hip-Hop Albums | 47                |